# 葑酮
葑酮（英語：fenchone），又称小茴香酮、1,3,3-三甲基-2-原冰片酮和1,3,3-三甲基-2-原莰酮（英语：1,3,3-trimethyl-2-norcamphanone）。是一种单萜类酮，为无色油状液体,有樟脑味。存在于薰衣草油、侧柏油和小茴香油中，是一种香精用于食品和香水，也是苦艾酒组成成分。也可以用于氢化制备葑醇。

## 获取
葑酮天然情况下有左旋体与右旋体两种对映异构形式。右旋体存在于薰衣草和小茴香油中。左旋体则存在于菊蒿等蒿属植物、雪松叶和侧柏油中。
工业上由天然植物油190～200℃馏分用硝酸（得右旋体）或高锰酸钾（得左旋体）氧化除杂后蒸馏而得。也可由甲基环戊二烯与2-氯丙烯腈通过狄尔斯–阿尔德反应所得物加氢后制得1-甲基-5-降冰片烷酮,再甲基化得到葑酮。